# Lerd
Lerd (لِرد) é um filme de drama iraniano de 2017 dirigido e escrito por Mohammad Rasoulof. Protagonizado por , estreou no Festival de Cannes 2017, no qual conquistou o prêmio Un certain regard.